# Petrus Panken
Peter Norbertus Panken (Duizel, 1819 - Bergeijk, 1904) was een Noord-Brabantse schoolmeester en archeoloog. Als zodanig heeft hij een bijdrage geleverd aan de heemkunde van de Noord-Brabantse Kempen.
Panken was de zoon van Joannis Baptista Panken, burgemeester van Duizel, en Antonia Willems. Beiden stammen uit families van dorpsnotabelen. De naam Panken is een verbastering van Sint-Pancratius. Evenals zijn vader, koos Peter voor het beroep van dorpsschoolmeester en ging in 1840 als zodanig aan de slag te Westerhoven. Dit bleek geen doorslaand succes, want in 1862 werd hij ontslagen en door de gemeente zelfs als incompetent en lui betiteld. Dit kan niet los worden gezien van het feit dat Panken door het gemeentebestuur werd onderbetaald, hetgeen hij met succes in een lang slepende procedure aanvocht. Panken won uiteindelijk, maar de onderlinge verhoudingen waren voorgoed getroubleerd. Zijn passie lag daarna bij de archeologie.
Een van zijn activiteiten was het schrijven van een dagboek. Meer dan 2500 bladzijden heeft hij geschreven over zijn belevenissen. Voorts las hij veel, en vooral de lust tot onze vaderlandsche oudheden en voornamelijk tot die dezer omstreken bekroop hem. Vooral in urnenvelden was hij geïnteresseerd. Daarnaast maakte Panken lange voettochten door de Kempen, waarbij hij vooral belangstelling voor de historie toonde. Peter Norbertus Panken is ongehuwd gebleven.
Op het 'In Memoriam' van Panken, vervaardigd door Jacques Cuijpers, is de naam van Panken in de Latijnse taal geschreven als "Petrus Norbertus Panken". De geboorte- en overlijdensakte van Panken tonen zijn naam als "Peter Norbertus Panken".

## Archeologie
In de tijd van Panken was de Kempense bodem nog betrekkelijk maagdelijk en op de uitgestrekte woeste gronden konden grafheuvels worden gevonden die uit de Bronstijd stammen. Later is veel daarvan verstoord, niet alleen door ondeskundige schatgravers, maar vooral door uitgebreide heide-ontginningen, waaronder ook de aanplant van naaldbossen. Een beperkt aantal grafheuvels werden geconserveerd en vormen nu bezienswaardige objecten.
In 1839 toonde Panken belangstelling voor de vele grafheuvels die op de Bergerheide te Bergeijk te vinden waren. In 1835 had Jonkheer de la Court een heuvel laten afgraven en er een urn in gevonden. In 1840 ging Panken voor het eerst aan de slag, om in 1843 in de Hoge Berkt te Bergeijk meerdere urnen te vinden. Deze urnen bevatten menselijke crematieresten. Panken begon de waarnemingen zorgvuldig te documenteren. Vele urnen overleefden de opgravingen echter niet.
In 1843 kwam een eerste blijk van erkenning, namelijk van de kunsthistoricus Frederik Eyck van Zuylichem te Utrecht, die belangstelling had voor 11e-eeuwse kerkjes. Panken wees hem op de kerkjes van Waalre en Postel. Vervolgens kreeg hij contact met Dr. Cornelis Rudolphus Hermans, die grondlegger was van het in 1837 opgerichte Provinciaal Genootschap van Kunsten en Wetenschappen in Noord-Brabant. In deze tijd was de oudheidkunde matig ontwikkeld, zeker in Noord-Brabant. De bedoeling van het Genootschap was op de kennis over Noord-Brabant te bevorderen. Hermans bezocht Panken te Westerhoven in 1844. Daarna werd Panken Onder de Candidaten van het Genootschap aangetekend, wat een eer was voor de dorpsonderwijzer, daar het gezelschap voornamelijk uit deftige heren bestond. Diverse urnen stond hij af aan dit genootschap, waardoor ze bewaard zijn gebleven. Dit genootschap attendeerde Panken ook op het optekenen van volksoverleveringen, die stellig tot het heidendom behoorden, waarvan prehistorische begraafplaatsen omgeven zouden zijn.
Dankzij Hermans had Panken toegang tot de bibliotheek van het Genootschap en kwam hij in aanraking met grafheuvels elders en oudheidkundige verzamelingen van anderen. Ook ging hij voort met opgravingen, maar daarbij ontstond het gevaar dat ondeskundige schatgravers, belust op een te verwachten pot met geld, de grafheuvels zouden verstoren. Het werk van Panken kwam ook het Genootschap ten goede, want hij verzamelde zeer veel volkskundige gegevens waaronder ook over gebruiken die ons heden ten dage bizar en wreed voorkomen, zoals katknuppelen. Later bestudeerde hij voor Hermans gemeentelijke archiefstukken. In 1850 schonk hij een verzameling urnen, waaronder eene urne, in de gedante van eenen roompot die een gewoon mensch niet kon omvademen, aan Hermans en besloot ook om een vergadering van het Genootschap bij te wonen, waarheen hij zich te voet begaf.
In 1852 werd hij geattendeerd op antediluviaansche mammoetbeenderen, die in de buurtschap Stevert bij Steensel waren gevonden. In 1854 wist hij ook beenderen van de holenbeer en de tweehoornige neushoorn veilig te stellen. Het lokmiddel was steeds dat de voorwerpen tot wetenschappelijke publicaties zouden leiden.

## Archiefwerk
In 1862 schonk Panken zijn gehele collectie urnen aan het Genootschap. In hetzelfde jaar vroeg hij vervroegd pensioen aan als onderwijzer. Daarna zette hij zich aan het schrijven van een geschiedenis van Bergeijk. Door allerlei verwikkelingen aangaande het Genootschap, zoals de gedwongen verhuizing van de bibliotheek, kreeg Hermans het moeilijk en in 1869 stierf hij. Dit luidde ook het geleidelijk einde van Panken's contact met het Genootschap in.
Ondertussen stond hij ter plaatse bekend als een zonderlinge vrijgezel, getooid met een bolhoed, gierig en in de weer met allerlei oude paperassen: hij bestudeerde de gemeentelijke archieven van Dommelen, Duizel, Westerhoven, Luyksgestel, Lommel, Veldhoven, Budel, Eersel, Postel, Hoogeloon en Vessem. Daar verzamelde hij alle op Bergeijk betrekking hebbende gegevens. Ook in opschriften van kerkklokken was hij geïnteresseerd. Panken, gelovig katholiek, hielp ook pastoor L.H.C. Schutjes uit Orthen met zijn Geschiedenis van het Bisdom 's-Hertogenbosch. Hier was ook zijn vriend Hermans begraven.
In 1884 kwam de Helmondse archivaris August Sassen op bezoek, die geïnteresseerd was in Pankens opgetekende verhalen over spoken en heksen, kabouters en weerwolven. Zo kon Panken diverse mensen van dienst zijn met zijn aantekeningen. Panken verhuisde in 1886 van Westerhoven naar Bergeijk en ook ging hij op bedevaart naar Rome. Daarna kwam landschapsschilder Antoon Derkinderen bij hem op bezoek. Deze maakte een portret van Panken.
Panken zocht en vond contact met anderen die geschiedwerken schreven, zoals zijn hoog gewaardeerde, deftige, christelijke en uitstekend wetenschappelijke vriend L. Houben, en F.N. Smits, die beiden werkten aan de Geschiedenis van Eindhoven. Hij wilde zelf de Geschiedenis van Bergeijk uitbrengen, maar twijfelde aan zijn stilistische begaafdheid. Theodorus Ignatius Welvaarts, de prior van de Abdij van Postel, hielp hem daarbij. Uiteindelijk verschenen, in het tijdschrift Ons Volksleven in de periode 1892-1898, een aantal artikelen van Pankens hand over de volksgebruiken en -vertellingen.
In 1892 stierf prior Welvaarts, die hem de weg naar publicatie had gewezen. Steeds meer archiefonderzoek werd verricht. In 1897 bestudeerde hij het archief van de Abdij van Tongerlo hopend op steun vanuit die hoek. Steun van de Commissaris der Koningin, Arthur Eduard Joseph van Voorst tot Voorst, bracht erkenning: Het Genootschap zou Pankens werk uitgeven. Jhr. Mr. Alexander van Sasse van Ysselt speelde in de redactie daarvan een belangrijke rol. Het werk kwam in 1901 gereed.
Hierna wilde Panken zich wijden aan dorpsmonografieën, maar deze bleven beperkt tot enkele summiere, onsystematische verhandelingen en artikelen. In 1904 stierf hij.

## Heden
Panken was een harde werker, maar eerder amateur dan geleerde. Niettemin kan hij beschouwd worden als pionier van de heemkunde in Noord-Brabant in het algemeen en de Kempen in het bijzonder. Dit speelde in een tijd dat Noord-Brabant zich van een eeuwenlange achterstelling moest herstellen. Zijn graafwerk aan grafheuvels zou tegenwoordig zeker niet meer als verantwoord worden beschouwd, maar dat waren de latere grootschalige egalisatiewerkzaamheden al helemaal niet.
De plaats Bergeijk kent tegenwoordig het Cultuurhuis Bergeijk, waar archeologische voorwerpen te zien zijn uit het voormalige Eicha Museum. Hier bevindt zich ook de grondboor waarmee Panken het urnenprikken bedreef.
De voorwerpen die hij aan het Genootschap geschonken heeft, bevinden zich in het Noordbrabants Museum te 's-Hertogenbosch.